# Nel frattempo, cara
Nel frattempo, cara (In the Meantime, Darling) è un film del 1944 prodotto e diretto da Otto Preminger.

## Produzione
Le riprese del film - prodotto dalla Twentieth Century Fox Film Corporation con i titoli di lavorazione Army Wife , Paris, Tenn. (o Paris, Tennessee) e I Married a Soldier - durarono dal 20 dicembre 1943 a metà gennaio 1944 e, poi, dal 25 febbraio a inizio marzo.

### Numeri musicali
- Oh My Darling, Clementine - attribuita a Percy Montrose
Cantata dai passeggeri del treno
- No Love, No Nothin' - musica di Harry Warren
- Rock-a-Bye Baby - musica di Effie I. Canning
- How Many Times Do I Have to Tell You - musica di Jimmy McHugh, parole di Harold Adamson
Eseguita da Gale Robbins

## Distribuzione
Il copyright del film, richiesto dalla Twentieth Century-Fox Film Corp., fu registrato il 13 settembre 1944 con il numero LP13204.
Negli Stati Uniti, la pellicola uscì nelle sale il 22 settembre 1944 dopo essere stata presentata in prima a Los Angeles il 21 settembre. Il 29 marzo 1945, il film fu distribuito in Australia e il 28 gennaio 1946 in Portogallo con il titolo Esposas Errantes.